# Garett Grist

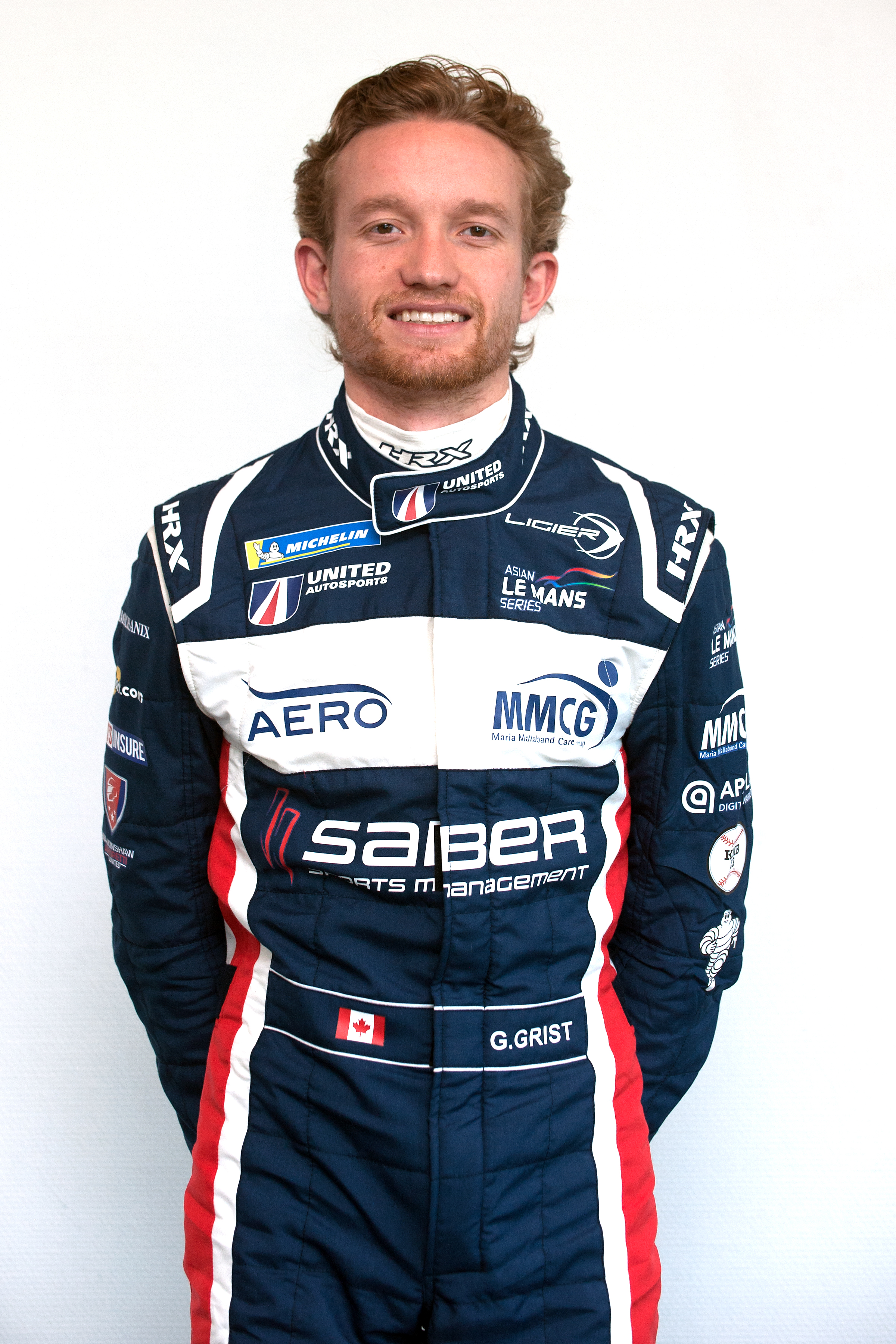
Garett Grist in 2018

Garett Grist (Grimsby, 9 april 1995) is een Canadees autocoureur.

## Carrière
Grist begon zijn autosportcarrière in het karting in 2006 en bleef hier actief tot 2010, waarbij hij onder meer in 2009 het nationale kampioenschap won in de Rotax Junior-klasse. In 2011 debuteerde hij in het formuleracing in de Formule Ford Ontario en werd tweede met 2 overwinningen en 936 punten. In 2012 reed hij in meerdere Formule Ford-kampioenschappen, waarbij zijn focus vooral lag op het F1600 Championship, waarin hij uitkwam voor Bryan Herta Autosport. Met tweede plaatsen op de Virginia International Raceway, de Mid-Ohio Sports Car Course en het Summit Point Motorsports Park werd hij gedeeld vierde in de eindstand met 295 punten.
In 2013 debuteerde Grist in het voorprogramma van de IndyCar Series in de U.S. F2000 voor het team Andretti Autosport. Hij behaalde één overwinning in Mid-Ohio en met drie tweede plaatsen op de Sebring International Raceway, de Lucas Oil Raceway at Indianapolis en Laguna Seca werd hij met 215 punten derde in het kampioenschap achter Scott Hargrove en Neil Alberico.
In 2014 maakte Grist de overstap naar het Pro Mazda Championship, waarin hij voor Andretti blijft rijden. Hij kende een wisselvallig seizoen dat vooral bestond uit finishes in de tweede helft van de top 10, maar hij behaalde desondanks nog twee overwinningen op de Lucas Oil Raceway en op Mid-Ohio en werd zo achtste in de eindstand met 199 punten.
In 2015 stapte Grist binnen de Pro Mazda over naar het team Juncos Racing. Zijn seizoen was veel constanter met één overwinning op het Stratencircuit Toronto en twee op Laguna Seca, waardoor hij achter Santiago Urrutia en Neil Alberico derde werd in het kampioenschap met 294 punten.
In 2016 reed Grist oorspronkelijk in de Pro Mazda voor Juncos. Na het raceweekend op de Lucas Oil Raceway maakte hij dat jaar, terwijl hij op de derde plaats in het kampioenschap stond, de overstap naar de Indy Lights voor het Team Pelfrey als vervanger van Scott Hargrove.